# Times (série de televisão)
Times (hangul: 타임즈; rr: Taimjeu) é uma série sul-coreana de ficção de mistério e crime, estrelada por Lee Seo-jin, Lee Joo-young, Kim Yeong-cheol e Moon Jeong-hee. Estreou na OCN em 20 de fevereiro de 2021 e está disponível para streaming nas plataformas Viki e IQIYI.

## Sinopse
Lee Jin-woo e Seo Jung-in são repórteres, embora o primeiro viva em 2015 e o outro em 2020. Um dia, eles descobrem que podem entrar em contato um com o outro por telefone. Eles começam a trabalhar juntos para evitar o assassinato do pai de Jung-in, que é atualmente o presidente da Coreia do Sul.

## Elenco

### Principal
- Lee Seo-jin como Lee Jin-woo
- Lee Joo-young como Seo Jung-in
- Kim Yeong-cheol como Seo Gi-tae
- Moon Jeong-hee como Kim Young-joo

### Secundário
- Kim In-kwon como Do Young-jae
- Moon Ji-in como Myung Soo-kyung
- Jung Sung-il como Kang Sin-wook
- Ha Jun como Lee Geun-woo
- Yu Sung-ju como Nam Sung-bum
- Shim Hyung-tak como Han Do-kyung
- Heo Jae-ho como Yoon Sung-ho
- Bae Hyun-kyung como Oh Jung-sik
- Song Young-chang como Baek Gyu-min
- Park Ye-ni como Song Min-joo
- Lim Soo-hyun como Jung Yu-mi

## Produção
Lee Seo-jin e Kim Yeong-cheol estrelaram anteriormente a série Wonderful Days [en] (2014).

## Trilha sonora

### Parte 1
| Lançado em 20 de fevereiro de 2021 |                |                |         |  |
| N.º                                | Título         | Artista        | Duração |  |
| 1.                                 | "Away"         | Sondia         | 4:35    |  |
| 2.                                 | "Away" (inst.) |                | 4:35    |  |
| Duração total:                     | Duração total: | Duração total: | 9:10    |  |

### Parte 2
| Lançado em 27 de fevereiro de 2021 |                                     |                |         |  |
| N.º                                | Título                              | Artista        | Duração |  |
| 1.                                 | "The Visitor (feat. KLAZY)"         | Isaac Hong     | 3:32    |  |
| 2.                                 | "The Visitor (feat. KLAZY)" (inst.) |                | 3:32    |  |
| Duração total:                     | Duração total:                      | Duração total: | 7:04    |  |

### Parte 3
| Lançado em 6 de março de 2021 |                      |                |         |  |
| N.º                           | Título               | Artista        | Duração |  |
| 1.                            | "The Mirror"         | Jang Hye-jin   | 3:36    |  |
| 2.                            | "The Mirror" (inst.) |                | 3:36    |  |
| Duração total:                | Duração total:       | Duração total: | 7:12    |  |

## Recepção

### Audiência (em milhões)
| Temporada | Temporada | Número do episódio | Número do episódio | Número do episódio | Número do episódio | Número do episódio | Número do episódio | Número do episódio | Número do episódio | Número do episódio | Número do episódio | Número do episódio | Número do episódio | Média |
| Temporada | Temporada | 1                  | 2                  | 3                  | 4                  | 5                  | 6                  | 7                  | 8                  | 9                  | 10                 | 11                 | 12                 | Média |
| --------- | --------- | ------------------ | ------------------ | ------------------ | ------------------ | ------------------ | ------------------ | ------------------ | ------------------ | ------------------ | ------------------ | ------------------ | ------------------ | ----- |
|           | 1         | —                  | 0.696              | —                  | 0.648              | —                  | 0.550              | —                  | 0.494              | —                  | 0.624              | TBD                | TBD                | TBD   |

| Ep. | Transmissão Original    | Média de audiência (AGB Nielsen) | Média de audiência (AGB Nielsen) |
| Ep. | Transmissão Original    | Nacionalmente                    | Seul                             |
| --- | ----------------------- | -------------------------------- | -------------------------------- |
| 1 | 20 de fevereiro de 2021 | 1.576%                           | 1.909%                           |
| 2 | 21 de fevereiro de 2021 | 2.709%                           | 2.473%                           |
| 3 | 26 de fevereiro de 2021 | 1.624%                           | —                                |
| 4 | 27 de fevereiro de 2021 | 2.844%                           | 3.140%                           |
| 5 | 6 de março de 2021      | 1.600%                           | —                                |
| 6 | 7 de março de 2021      | 2.420%                           | 2.096%                           |
| 7 | 13 de março de 2021     | 1.500%                           | —                                |
| 8 | 14 de março de 2021     | 2.301%                           | 2.194%                           |
| 9 | 20 de março de 2021     | 1.400%                           | —                                |
| 10 | 21 de março de 2021     | 2.801%                           | 2.461%                           |
| 11 | 27 de março de 2021     | TBD                              | TBD                              |
| 12 | 28 de março de 2021     | TBD                              | TBD                              |
| Média | Média                   | %                                | %                                |
| - Os números azuis representam as médias mais baixas, enquanto os números vermelhos representam as mais altas - Este drama é transmitido por um canal de televisão por assinatura, que normalmente tem um público relativamente menor em comparação com as emissoras de televisão abertas (KBS, SBS, MBC e EBS). |                         |                                  |                                  |